# Az éjszaka urai
Az éjszaka urai (We Own the Night) egy 2007-es amerikai bűnügyi film James Gray írásában és rendezésében. Főszereplői Joaquin Phoenix, Mark Wahlberg, Eva Mendes és Robert Duvall.
Bemutatója a 2007-es cannes-i filmfesztiválon volt május 25-én, az észak-amerikai mozik 2007. október 12-étől vetítették, míg Magyarországon 2008. március 27-én debütált.
Gray, Phoenix és Wahlberg korábban már dolgozott együtt A bűn állomásai című filmben. Az eredeti cím (We Own the Night) a New York-i rendőrség szlogenje volt az 1980-as években, ami arra utalt, hogy „visszaveszik az éjszakát” a kábítószer-kereskedőktől.

## Szereplők
| Karakter                                      | Színész           | Magyar hang       | Megjegyzés                                                           |
| --------------------------------------------- | ----------------- | ----------------- | -------------------------------------------------------------------- |
| Robert "Bobby" Green                          | Joaquin Phoenix   | Fekete Ernő       | Egy virágzó üzletű New York-i éjszakai szórakozóhely vezetője.       |
| Amanda Juarez                                 | Eva Mendes        | Bertalan Ágnes    | Bobby barátnője.                                                     |
| Joseph "Joe" Grusinsky százados               | Mark Wahlberg     | Széles Tamás      | A New York-i rendőrség frissen kinevezett kapitánya, Bobby fivére.   |
| Albert "Bert" Grusinsky helyettes rendőrfőnök | Robert Duvall     | Szersén Gyula     | Bobby és Joseph apja, a New York-i rendőrség helyettes rendőrfőnöke. |
| Vagyim Nyezsinszkij                           | Alex Veadov       | Juhász György     |                                                                      |
| Freddie                                       | Dominic Colon     |                   |                                                                      |
| Jumbo Falsetti                                | Danny Hoch        | Karácsonyi Zoltán |                                                                      |
| Pavel Lubjarszkij                             | Oleg Taktarov     | Seder Gábor       |                                                                      |
| Marat Buzsajev                                | Moni Moshonov     | Rudas István      |                                                                      |
| Michael Solo                                  | Antoni Corone     | Konrád Antal      |                                                                      |
| Russell De Keifer                             | Craig Walker      | Földi Tamás       |                                                                      |
| Jack Shapiro százados                         | Tony Musante      | Harsányi Gábor    |                                                                      |
| Bloodied Patron                               | Joe D'Onofrio     |                   |                                                                      |
| Kalina Buzsajev                               | Yelena Solovey    | Bókai Mária       |                                                                      |
| Sandra Grusinszkij                            | Maggie Kiley      |                   |                                                                      |
| Spiro Giavannis százados                      | Paul Herman       |                   |                                                                      |
| Claudia                                       | Claudia Lopez     |                   |                                                                      |
| Hazel                                         | Katie Condidorio  |                   |                                                                      |
| Eli Miricsenko                                | Edward Shkolnikov | Kapácsy Miklós    |                                                                      |
| Rendőrségi lelkész                            | Frank Girardeau   | Bartók László     |                                                                      |
| Önmaga (polgármester)                         | Edward I. Koch    | Várday Zoltán     |                                                                      |
| Ruddy biztos                                  | Fred Burrell      | Versényi László   |                                                                      |
| Amada anyja                                   | Miriam Cruz       | Koffler Gizi      |                                                                      |
| Vitt, az őr                                   | Tony Guida        | Galbenisz Tomasz  |                                                                      |

## Történet
|  | Alább a cselekmény részletei következnek! |

New York, 1988 novembere. Újfajta kábítószerek árasztják el a metropoliszt, végeláthatatlan bűnözési hullámot fakasztva, ami messze rémisztőbb, mint bármelyik korábbi. Az új bűnrend túlerőt jelent emberben és fegyverben egyaránt a rendőrségnek, akik havonta veszítenek tagot állományukból.
Bobby Green kereszttűzben találja magát. Egy Brighton Beach-i orosz nighclub vezetőjeként megtartja a tisztes távolságot az El Caribe vendégeitől, akik között ott van a rettegett gengszter, Vagyim Nezinski is, a klub tulajdonosa, Marat Buzajev unokaöccse. Hedonista, a szigorú erkölcsöket nélkülöző életvitele ellenére Bobby elkötelezett barátnője, Amanda mellett, s vágya, hogy egy újabb helyet nyithasson Buzajevnek Manhattanben.
Azonban Bobbynak is megvan a maga titka, amit féltve őriz mindenki előtt. Fivére, Joseph Grusinsky a rendőrség frissen kinevezett kapitánya, apjuk, Albert Grusinsky pedig a legendás múlttal rendelkező rendőrfőnök-helyettes. Bobby anyja nevét használja, s kerüli családját. Joseph előléptetési ünnepségén apja figyelmezteti Bobbyt, hogy veszélyes háború folyik a törvény két oldala között, s hamarosan neki is el kell döntenie, melyik oldalon áll.
Hozzáállását gyökeresen megváltoztatja, mikor fivérét életveszélyes támadás éri, s rájön, hogy apja lehet a következő. Bobby hajlandó kockázatos akciót is elvállalni, hogy a fenyegetésnek véget vessen egyszer s mindenkorra.
|  | Itt a vége a cselekmény részletezésének! |

## Fogadtatás
Az éjszaka urai vegyes kritikákat kapott. A Rotten Tomatoes oldalán összegyűjtött több mint 130 vélemény 54%-a tanúskodik pozitív visszajelzésről. Roger Ebertet, a Chicago Sun-Times elismert kritikusát megnyerték a látottak, s így írt róla: „Ez egy atmoszferikus, izgalmas film, jó alakításokkal”. Richard Roeper, Ebert munkatársa a lapnál ezzel szemben úgy vélte, a film „A sok fordulattal és csavarral majdnem olyan, mint egy western rossz paródiája.”

### Box office
A film 10,8 millió dollár hozott bemutatója hétvégéjén az Amerikai Egyesült Államokban és Kanadában, a nézettségi lista 3. helyén befutva. Hazájában összesen 28,6 milliót gyűjtött, míg a világ többi részén további 24,8 millió dollárnak megfelelő bevételt ért el.
A Sony Pictures 11 millió dollárt fizetett a film forgalmazási jogaiért; ezt a Columbia Pictures divíziójukon keresztül tették meg.